# 红芒柄花
红芒柄花（学名：Ononis campestris）为豆科芒柄花属下的一个种。

## 扩展阅读
- 維基物種上的相關：红芒柄花